# Macaos herrlandslag i ishockey
Macaos herrlandslag i ishockey representerar Macao i ishockey på herrsidan och kontrolleras av Macaos issportförbund.

## Historik
Laget spelade sin första match den 6 januari 2003, då man utklassades med 1-30 av Hongkong i en vänskapsmatch.

### Fotnoter
1. ↑  ”National Teams of Ice Hockey”. Arkiverad från originalet den 6 juni 2012. https://web.archive.org/web/20120606103058/http://nationalteamsoficehockey.com/uploads/Macao_All_Time_Results.pdf. Läst 29 augusti 2011.